# Cyrtomomyia maculinervis
Cyrtomomyia maculinervis är en tvåvingeart som först beskrevs av Becker 1910.  Cyrtomomyia maculinervis ingår i släktet Cyrtomomyia och familjen fritflugor. Inga underarter finns listade i Catalogue of Life.